# 281

281(이백팔십일)은 280보다 크고 282보다 작은 자연수다.

## 수학
- 60번째 소수(素數)다. 앞의 소수는 277, 다음 소수는 쌍둥이 소수인 283이다.
  - 19번째 소피 제르맹 소수(↔ 563)다. 앞의 소피 제르맹 소수는 251, 다음은 293이다.
- 피타고라스 삼조의 빗변의 길이이다. ({\displaystyle 160^{2}+231^{2}=281^{2}})[a]
- 43 이하의 모든 소수(素數)의 합이다.[b]
- {\displaystyle 281=29+31+37+41+43+47+53}
  - 연속하는 소수(素數) 7개의 합으로 나타낼 수 있으며, 이 성질을 지닌 앞의 수는 251, 다음 수는 311이다.

## 과학
- NGC 281: 카시오페이아자리 방향에 있는 성운. 특유의 모양으로 인해 ‘팩맨 성운’으로도 불린다.

## 교통
- 고속도로 및 국도
  - 아우토반 281호선(영어판, 독일어판)
  - 일본 281번 국도: 이와테현 모리오카시에서 구지시까지 이어지는 일본의 국도.
- 기타 도로
  - 현도 제281호선

## 군사
- U-281(영어판): 제2차 세계 대전에 사용된 나치 독일의 군용 잠수함.

## 문화유산
- 대한민국의 국보 제281호: 백자 병형 주전자
- 대한민국의 보물 제281호: 남원 광한루
- 대한민국의 사적 제281호: 서울 중앙고등학교 본관

## 방송
- B tv의 미국 방송인 디스커버리 채널 채널 번호.
- LG헬로비전의 CTS 기독교TV 채널 번호.

## 기타
- 연도: 281년, 기원전 281년